# Desestalinización

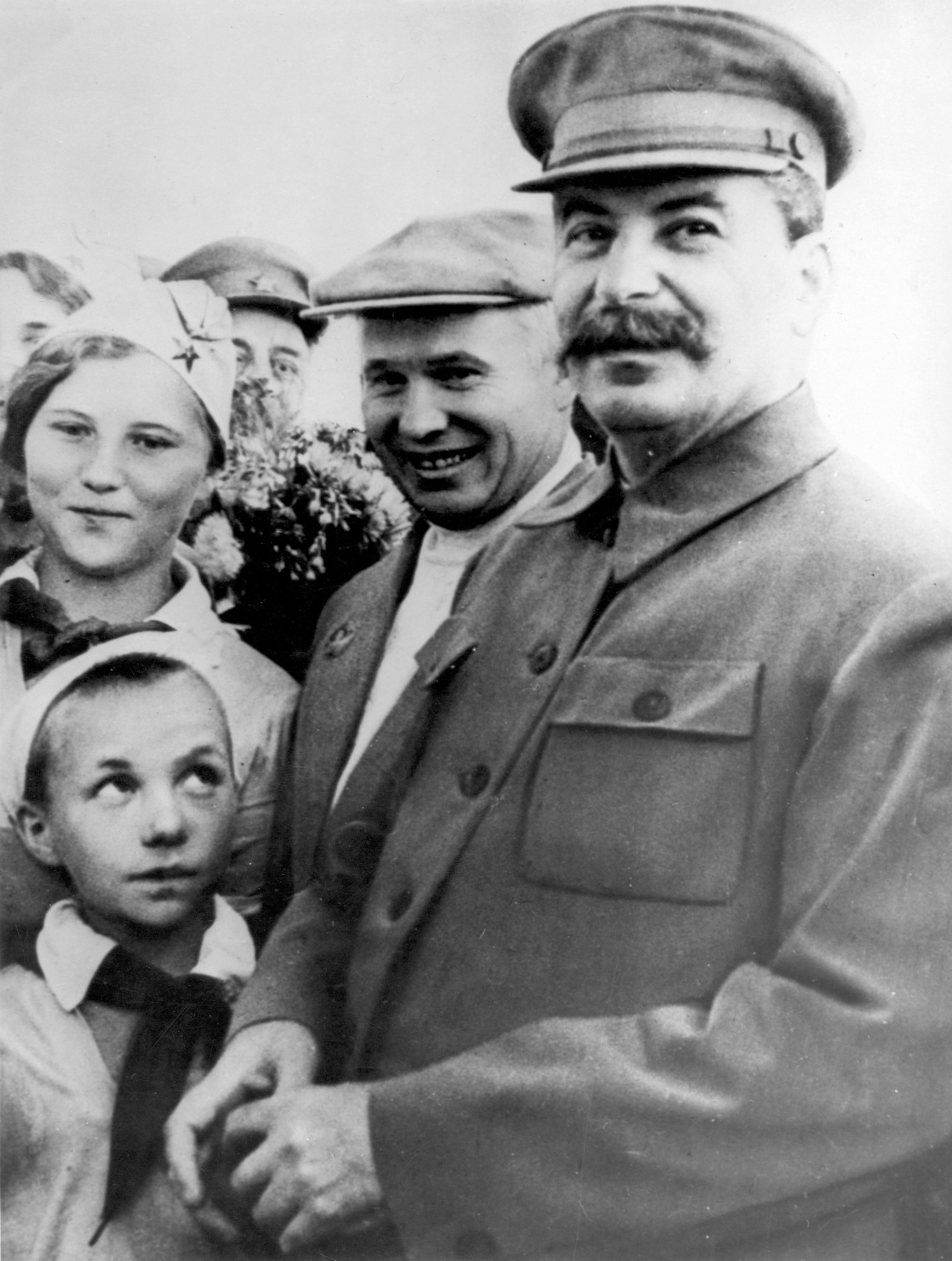
Stalin junto a Nikita Jrushchov y un grupo de niños.

La desestalinización (en ruso: десталинизация, romanización destalinizátsiya) fue un proceso que consistió en eliminar el culto a la personalidad de Stalin y el trabajo del período estalinista (1924-1953). Comenzó técnicamente en 1953, tras la muerte de Stalin, pero no fue oficial hasta 1956, tras el informe secreto de Nikita Krushchev, entonces Primer secretario del Partido Comunista de la Unión Soviética, y divulgado tras el XX congreso del PCUS.

## El informe de Jrushchov
El discurso secreto de Jrushchov, denominado «Acerca del culto a la personalidad y sus consecuencias», fue comunicado el 25 de febrero de 1956 a 1436 delegados del PCUS reunidos en claustro cerrado. Por ende, los miembros de los partidos comunistas extranjeros (inclusive los del Bloque del Este) fueron excluidos.
El informe sobre Acerca del culto a la personalidad que era inicialmente secreto, no fue revelado públicamente en la Unión Soviética hasta el final de los años 80. Sin embargo, pronto fue conocido en todo el mundo porque, según Nikita Jrushchov, habría sido vendido a los servicios secretos extranjeros por los comunistas polacos hostiles a la Unión Soviética. 
Fueron denunciadas las deportaciones masivas, la represión política «de honestos comunistas y jefes militares tratados como enemigos de la revolución», la incapacidad de Stalin en los preparativos de la Gran Guerra Patria, y su carácter exageradamente suspicaz, descargado contra los partidos comunistas extranjeros y contra sus propios compatriotas. Por el contrario, la biografía oficial de Stalin lo presentaba como un «grandioso estratega» y como un «gran sabio» severa e injustamente criticado, dotándolo de cualidades intelectuales "dignas de un genio de toda la humanidad".
El informe abría un proceso de crítica en contra del viejo dictador pero no del sistema que él había creado. Por lo tanto, la elección del año 1934 (año en el que se celebró el XVII Congreso del Partido Comunista de la Unión Soviética) como inicio de la "degradación" del carácter de Stalin es significativa: Jrushchov prefirió no citar en el informe ni la mayor parte de la política económica (la planificación y la colectivización) ni la represión política de Stalin tanto contra los antiguos camaradas de Lenin, como contra los propios, por ejemplo, Serguéi Kírov. De hecho, la crítica se basa principalmente en la denuncia del culto a Stalin por motivos doctrinarios y trata de borrar la parte de los excesos del estalinismo.
«El culto a la personalidad es un exceso superficial sobre un órgano perfectamente sano» escribió en 1956 el diario Pravda. Inclusive agrega que «la glorificación de una persona, su elevación al rango de superhombre con cualidades sobrenaturales comparables a los de un dios» debería ser prohibida porque «es una idea contraria a los principios del marxismo-leninismo».

## Las consecuencias
Tras la amnistía decretada el 27 de marzo de 1953, los prisioneros políticos encerrados durante el régimen de Stalin fueron progresivamente liberados. En 1957, los prisioneros políticos constituían el 2,3 % de los presos del Gulag, mientras en 1953 representaban el 21,9 %, aunque la mayor parte de las víctimas de la Gran Purga y de la colectivización forzosa ya estaba muerta en esa fecha.
El informe es, sin embargo, un choque, especialmente para los partidos comunistas del Bloque del Este debido a que elimina el principio de la infalibilidad del Comité Central. Los húngaros piden la destitución del estalinista Rákosi mientras checos, polacos, y yugoslavos exprimen su cólera contra sus dirigentes nativos que aún defienden la línea estalinista. Por otra parte, los dirigentes extranjeros que son aún tenaces seguidores de Stalin, como los chinos y los albaneses, tienen un fuerte descontento con este cuestionamiento público. La desestalinización será un elemento que en 1960 causará la ruptura política entre la URSS y la República Popular China (donde Mao acusa a Jruschov de "traición al comunismo").
La desestalinización es un poderoso motivador de la Revolución Húngara de 1956, así como de la crisis polaca del mismo año. No obstante, en la República Popular de Polonia se llega a un acuerdo donde Wladislaw Gomulka, seguidor de Jruschov, consigue desplazar del mando a la antigua dirigencia estalinista. En la República Popular de Hungría no se logra esta sustitución pacífica y estalla la revuelta popular masiva, que a su vez muestra un proyecto de transformación política más radical de lo permitido por la URSS. Esto marca también los límites de la desestalinización: Jruschov ordena al Ejército Soviético invadir Hungría y reprimir violentamente a los sublevados.

## Medidas de desestalinización de carácter social
Las decisiones tomadas por el XX Congreso significaron un giro en la política social del PCUS que condujo a varias medidas de índole social y política, así como a la abolición o modificación de varias leyes represivas. Así se redujeron las horas de trabajo en las empresas, se inició un programa de vivienda social con la construcción de las llamadas jrushchovkas, se estableció un sistema estatal de pensiones; se concedió el pasaporte interior (equivalente al DNI) a los residentes rurales, ya que antes éstos carecían de la posibilidad de abandonar su lugar de residencia por más de 30 días; se modificó el decreto de 1940 que prohibía a los trabajadores cambiar voluntariamente de empresa, bajo pena de entre dos y cuatro meses de cárcel,  y que castigaba la falta injustificada al trabajo con trabajos forzados de hasta seis meses y el descuento del 25 % del salario, etc.

## Final de la desestalinización
Desde 1960, la URSS se esfuerza en impedir que, como consecuencia de la desestalinización, el resultante deshielo de Jrushchov justifique la disidencia política o el cuestionamiento al PCUS, en virtud a esta política el escritor Borís Pasternak es obligado a rechazar el Premio Nobel de Literatura en 1958. 
Los dirigentes soviéticos ven con mayor temor que la desestalinización y el consiguiente deshielo puedan generar un cuestionamiento masivo contra el sistema comunista o contra el monopolio del poder por el PCUS. El desempeño de Jrushchov en la Crisis de los Misiles de 1962 decepciona a otros líderes soviéticos que prefieren un estilo de enfrentamiento más duro con los Estados Unidos. En 1964, Jruschov se vio obligado a dimitir por presión del Comité Central del PCUS y la desestalinización se suspende repentinamente con el ascenso al poder de Leonid Brézhnev. Con el estancamiento brezhneviano el autoritarismo de Stalin vuelve a ser elogiado en público aunque ya no es aprobado el culto a la personalidad.

## Final del mandato de Jrushchov en la URSS
Pese a sus importantes méritos, para muchos miembros de la élite del Partido Comunista y del aparato administrativo soviético, al final de su mandato Jruschov había ido demasiado lejos. Sus errores en la política exterior y, sobre todo, sus numerosos y mal pensados “experimentos” precipitaron su caída.
El 14 de octubre de 1964, mientras Jruschov estaba de vacaciones en la península de Crimea, el Comité Central del Partido se reunió en Moscú. A Jruschov lo invitaron a las últimas sesiones. El líder del país advirtió el complot, pero no podía recurrir a la ayuda de los militares: las Fuerzas Armadas Soviéticas tampoco deseaban que el Primer secretario siguiera en su puesto tras las reformas llevadas a cabo en el Ejército y el despido de miles de oficiales experimentados. El comunicado oficial del Comité Central decía que “Nikita Jruschov queda liberado de sus cargos a causa de su avanzada edad y del empeoramiento de su estado de salud”. Sin embargo, el exlíder soviético vivió siete años más, casi recluido en su dacha y sin autorización para dar discursos ni entrevistas.
Su hijo Serguéi registró con una grabadora las memorias de su padre que, sacadas clandestinamente del país, se publicaron en Occidente. En ellas, Jruschov aseguraba no saber nada de las purgas estalinistas de los años 30. Para el ex Primer secretario, que había pertenecido al círculo de colaboradores más íntimo de Iósif Stalin, fueron pasados por las armas o aniquilados en los campos de concentración del Gulag solo los “enemigos acérrimos del poder soviético”. Se le abrieron los ojos solo después de la muerte de Stalin. Sin embargo, actualmente existen numerosos documentos secretos hechos públicos en los últimos años que prueban la participación de Jruschov en las represalias del régimen durante la Gran Purga en la RSS de Ucrania, por ejemplo, listas de arrestados firmadas por el futuro mandatario.
El autor de una de las mejores biografías del político, el estadounidense William Taubman, en su obra Khrushchev: The Man and His Era (Jruschov: el hombre y su época) respondió a la pregunta de cómo los futuros historiadores valorarían su tiempo: “Sin duda serán más condescendientes con él que con Lenin, Stalin o Brézhnev. Por otra parte, está claro que no solo tuvo grandes éxitos, sino también graves errores en todos los campos: en la política, en la economía, en temas personales. Los historiadores valorarán su gobierno como una época de tremendos contrastes”.
Nikita Jruschov está sepultado en el Cementerio Novodévichi, el cementerio más afamado de Moscú, donde hay erigido un impactante monumento en su honor. Se trata de una columna de mármol blanco y negro compuesta de varios bloques de diferentes materiales y formas y coronada por la cabeza en mármol del difunto. Curiosamente el monumento, objeto de admiración de los visitantes del cementerio, es obra del escultor Ernst Neizvestny, quien en su día acusó a Jruschov de no entender nada sobre arte. En 1962, con el deshielo en franco declive, Jruschov, en compañía de otros miembros del Comité Central del PCUS, visitó la primera exposición permitida de artistas soviéticos vanguardistas (en oposición al realismo socialista oficial) donde, empleando un lenguaje grosero, se mostró enfurecido con las obras expuestas. En particular, increpó a Neizvestny por su arte. Tras la muerte de Jruschov, fueron sus familiares quienes encargaron al escultor la realización del monumento funerario.